# Бангладеш на літніх Олімпійських іграх 1984
Бангладеш брав участь в Літніх Олімпійських іграх 1984 року в Лос-Анджелесі (США) вперше за свою історію, але не завоював жодної медалі.
Прапороносцем був Сайдур Рахман Даун